# 포아송 회귀
포아송 회귀(Poisson regression)는 통계학에서 개수 데이터 및 분할표를 모델링하는 데 사용되는 회귀 분석의 일반화 선형 모델 형태이다. 포아송 회귀 분석에서는 응답 변수 Y가 포아송 분포를 갖고 기댓값의 로그가 알 수 없는 매개변수의 선형 조합으로 모델링될 수 있다고 가정한다. 포아송 회귀 모델은 특히 분할표를 모델링하는 데 사용되는 경우 로그 선형 모델이라고도 한다.
음이항 회귀(Negative binomial regression)는 분산이 포아송 모델의 평균과 동일하다는 매우 제한적인 가정을 완화하기 때문에 포아송 회귀의 널리 사용되는 일반화이다. 전통적인 음이항 회귀 모델은 포아송-감마 혼합 분포를 기반으로 한다. 이 모델은 감마 분포를 사용하여 포아송 이질성을 모델링하기 때문에 널리 사용된다.
포아송 회귀 모델은 로그를 (정규) 연결 함수로 사용하고 포아송 분포 함수를 반응의 가정된 확률 분포로 사용하는 일반화 선형 모델이다.

## 같이 보기
- 푸아송 분포